# Royal Northern College of Music

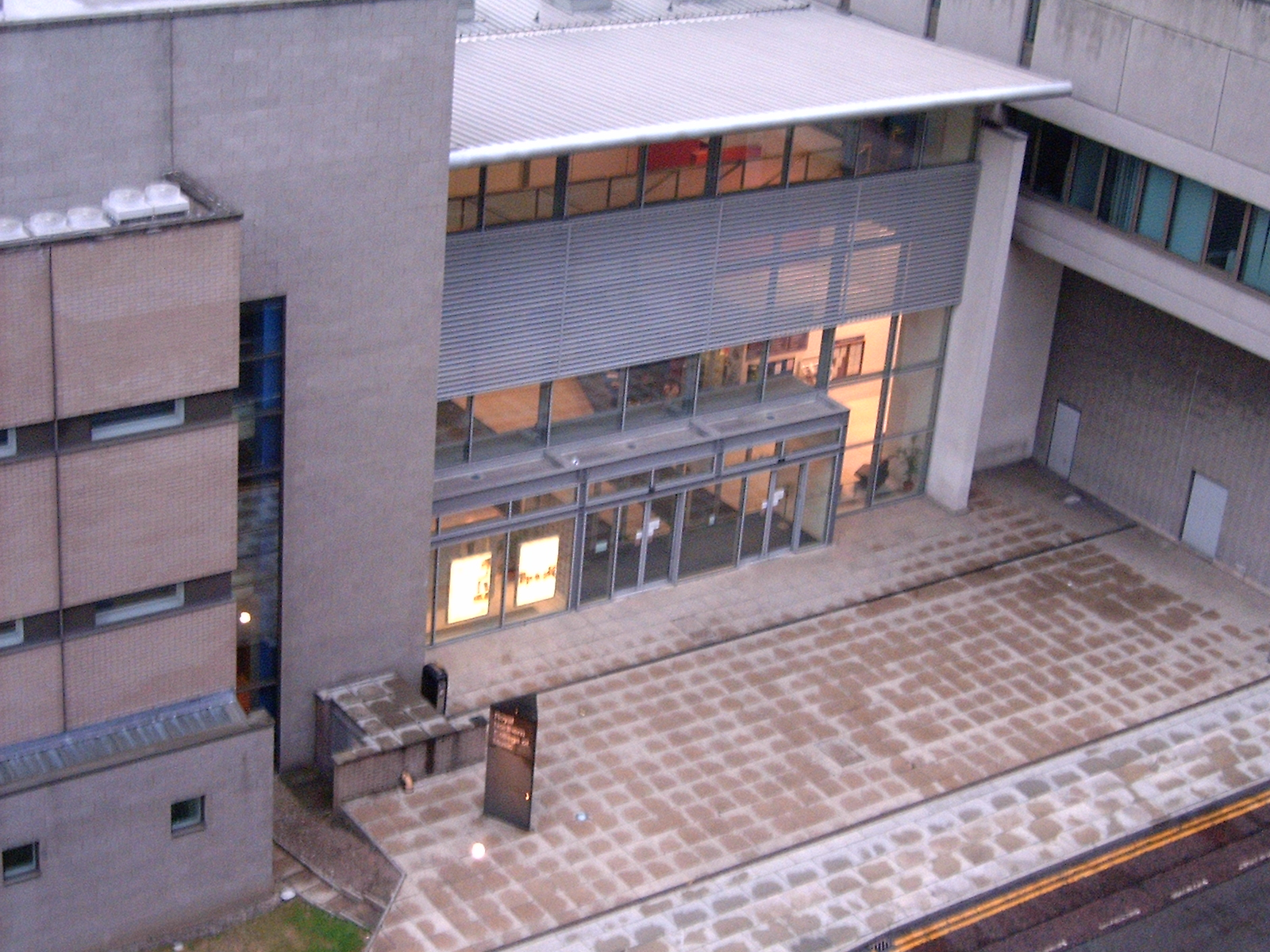
Royal Northern College of Music in Manchester

Het Royal Northern College of Music of kort RNCM is een conservatorium in Manchester, Engeland, dat in 1973 ontstond door de fusie uit het Royal Manchester College of Music en de Northern School of Music . De oorsprong ligt in de aan het einde van de 19e eeuw opgerichte "Sir Charles Hallé's Royal Manchester College of Music". 
Het centrale gebouw ligt aan de Oxford Road in Manchester City, dat ook het noordelijke einde van het gebied van de Universiteit van Manchester is. Naast de centrale taak als centrum van opleiding is het RNCM ook een centrum voor concerten uit alle genres, opera en andere muzikale evenementen. De tegenwoordige decaan of principal is vanaf 1996 de componist en professor Edward Gregson.
Rond 600 studenten werden aan dit conservatorium opgeleid. Aan het conservatorium toegevoegd is het zogenoemde Junior RNCM, een muziekschool waar zaterdags een speciale opleiding plaatsvindt voor getalenteerde jonge muzikanten, die misschien in de toekomst een muziekstudie kunnen volgen. 
In januari 2005 werd het conservatorium onderscheiden als Centre for Excellence in Teaching and Learning (CETL) en is daarmee tot nu het enige conservatorium in het Verenigd Koninkrijk met deze onderscheiding . 